# Iomys sipora
Iomys sipora is een zoogdier uit de familie van de eekhoorns (Sciuridae). De wetenschappelijke naam van de soort werd voor het eerst geldig gepubliceerd door Chasen & Kloss in 1928.

## Voorkomen
De soort komt voor in Indonesië.